# 春名柊夜
春名 柊夜（はるな しゅうや、2002年12月6日 - ）は、日本の俳優（元子役）、ファッションモデル、声優、歌手、タレント、ナレーター。
神奈川県横浜市出身。早稲田大学教育学部国語国文学科に在学。スマイルモンキーに所属していた。姉は女優、声優の春名風花。義兄は俳優の岩崎MARK雄大。

## 出演

### テレビドラマ
- ナサケの女〜国税局査察官〜 第3話（2010年、テレビ朝日）
- Q10 第7話（2010年、日本テレビ）幼稚園児 役
- Dr.伊良部一郎 第7話（2011年、テレビ朝日）
- 世にも奇妙な物語 21世紀 21年目の特別編「缶けり」（2011年5月14日、フジテレビ）正人 役
- スペシャルドラマ ちびまる子ちゃん（2013年10月1日、フジテレビ） - 丸尾末男 役
- おそろし〜三島屋変調百物語（2014年、NHK BSプレミアム） - 藤吉の兄役

### バラエティ
- ピラメキーノ（2010年7月 - 2015年5月、テレビ東京） - 複数コーナーに不定期で出演

### CM
- ヤマハ ヤマハ音楽教室 （2007年）
- 小学館 小学一年生 入学準備号 （2008年、2009年）
- バンダイナムコゲームス みつけてポン!アンパンマン （2009年）
- エステー化学 脱臭炭 （2009年）
- 山崎製パン クリスマスケーキ リボン篇 （2009年）
- JAバンク 回覧板篇 （2010年）
- 日本民間放送連盟 ワールドカップ放送告知CM （2010年）
- バンダイ キャンディトイ （2010年）
- ピザハット グリルドソーセージ新登場!篇・マヨチキボール新登場!篇（2010年）
- セブン-イレブン ポケモンスタンプラリー2010 （2010年）
- トヨタ自動車 WISH （2010年）ラジオCM
- オリエンタルランド ディズニー・ワロウィーン（2010年）
- 大王製紙 ナチュラ（2010年）
- バンダイ ドンジャラDXドラえもん 助けてドラえもん篇（2013年）

### 映画
- GANTZ（2010年）杉本亮太 役
- 不安の種（2013年）ちいさいオチョナンさん 役
- ピラメキ子役恋ものがたり〜子役に憧れるすべての親子のために〜（2015年）男子子役 役
- ライチ☆光クラブ（2016年）ゼラ幼少 役

### プロモーションビデオ
- Dear Loving「魔法の言葉」（2009年7月22日）

### 舞台
- 劇団でん組「僕のともだち」大地役